# Episodi di Città invisibile (seconda stagione)
La seconda stagione della serie televisiva Città invisibile è stata interamente pubblicata su Netflix il 22 marzo 2023.
| nº | Titolo originale               | Titolo italiano                        | Pubblicazione originale | Pubblicazione Italia |
| -- | ------------------------------ | -------------------------------------- | ----------------------- | -------------------- |
| 1  | É tudo o que eu mais desejo    | Quello che desidero con tutto il cuore | 22 marzo 2023           | 5 febbraio 2023      |
| 2  | Não vou te fazer mal           | Non ti farò del male                   | 22 marzo 2023           | 5 febbraio 2023      |
| 3  | A vida que a gente sempre quis | La vita che abbiamo sempre voluto      | 22 marzo 2023           | 5 febbraio 2023      |
| 4  | O teu medo é o teu veneno      | Ciò che ti avvelena è la paura         | 22 marzo 2023           | 5 febbraio 2023      |
| 5  | Marangatu, a morada do sagrado | Marangatu, un luogo sacro              | 22 marzo 2023           | 5 febbraio 2023      |